# Dinocheirus pallidus
Dinocheirus pallidus är en spindeldjursart som först beskrevs av Banks 1890.  Dinocheirus pallidus ingår i släktet Dinocheirus och familjen blindklokrypare. Inga underarter finns listade i Catalogue of Life.